# Nicolai Borger

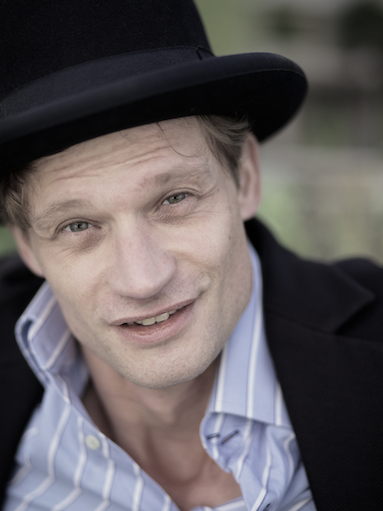
Nicolai Borger

Nicolai Borger (* 15. Oktober 1974 in Bensheim) ist ein deutscher Autor, Regisseur und Schauspieler.
Vorbilder seiner Stücke sind die Groteske, das Volkstheater, die Série noire und die Konzeptkunst. Die Themen sind Migration, Marginalisierung und Gewalt, insbesondere Terrorismus. Sie wurden von Borger für die Bühne fassbar gemacht, lange bevor sie am Theater Mainstream wurden.
Seine Theaterarbeit der Nullerjahre nahm viele Forderungen des Theaters des nächsten Jahrzehnts vorweg, so etwa inhaltlicher wie formaler Feminismus, der Fokus auf Dokumentarmaterial, ethnisch diverse Rollen, Hauptrollen für Frauen und Männer mit Migrationshintergrund.
International bekannt als Schauspieler ist er durch die Rolle des Killers Rolf, in der mit dem Emmy Award prämierten Serie Deutschland, in deren dritten Staffel Deutschland 89.
Einflüsse der Filmarbeit bilden die Nouvelle Vague und der Dogmafilm.

## Leben
Nicolai Borger war 1991 als Austauschschüler in den USA an der William Horlick High School in Racine, Wisconsin. Kurz vor dem Abitur hatte er sein erstes professionelles Engagement in einer Inszenierung des Jüdischen Theaters in Deutschland. Daraufhin entstand sein erstes Bühnenstück Liebe, das er mit einem Ensemble aus Schauspiel- und Kunststudenten 1994 inszenierte. Borger studierte zunächst am renommierten John-F.-Kennedy-Institut für Nordamerikastudien der Freien Universität in Berlin Nordamerikanistik und im Nebenfach Sinologie. Daraufhin absolvierte er eine Ausbildung zum Schauspieler am Europäischen Theaterinstitut Berlin.
Es folgten diverse Engagements in Deutschland und dem französischsprachigen Ausland. Stationen waren die Maison des Arts du Grütli, Genf, La Cartoucherie, Paris und das Thalia Theater Hamburg (TiK-Studiobühne). Ab 2001 widmete er sich in Berlin der Arbeit als Dramatiker. Mehrere Erst- und Uraufführungen sowie Festivalinszenierungen folgten jährlich bis 2009. Die Kriegstrilogie und der Stückzyklus Global Ghetto entstanden. Ebenso die Neuköllner Trilogie. Die Kurzfilmtrilogie Trilogie von Liebe und Armut inszenierte Borger parallel zur Theaterarbeit. 2010–2012 inszenierte er den fünfteiligen Kurzfilmzyklus sérieBERLINnoire. Nicolai Borger stand 2011 in einer Charity-Inszenierung des Berliner Kinderhilfswerkes als Simba in Disneys König der Löwen auf der Bühne. 2013/14 entstand sein Spielfilm Drei Finnen. Im Rahmen seines Lehrauftrages für den Studiengang Regie der Filmuniversität Babelsberg arbeitete er 2018 mit Gabriele Gysi. Er ist der Vorsitzende des Green Film Award Filmfestivals. Borger steht auch als Filmschauspieler vor der Kamera. Er inszeniert international Varitéshows, u. a. für Macau und Dubai.
Nicolai Borger ist Alumnus der ZEIT-Stiftung, sein Lebensmittelpunkt ist Berlin. Borgers Kinder wurden in Berlin geboren. Seine Tochter Nicolais spielte die Hauptrolle in seinem Kurzfilm Kriegskind und ist seitdem eine Film- und Fernsehschauspielerin.

## Werke

### Dramatisches Werk
Über 20 Theaterstücke Borgers wurden bis 2009 erst- bzw. uraufgeführt. Festival-Inszenierungen u. a. am Thalia Theater, Hamburg, beim Berliner Theatertreffen und an den Münchner Kammerspielen folgten. In einem Interview der Festivalzeitung des Berliner Theatertreffens beschrieb Borger seine Arbeit als „Grelles Gegengift“ zur gesellschaftlichen Realität. Borger arbeitete mit Matthias Schweighöfer, Ulrich Khuon, Laura Tonke, John von Düffel, Hendrik Handloegten und Carl Hegemann.

#### Global Ghetto
Von 2001 bis 2009 entstand Borgers sieben Teile umfassender Stückzyklus Global Ghetto. Ort der Handlung ist die fiktive Stadt Apokanata. Bereits dem ersten Teil, Vinyl, wurde große mediale Aufmerksamkeit zuteil. „Das Stück funktioniert fantastisch“, schrieb die FAZ anlässlich der Premiere. Die Nähe zur Realität wurde betont. Das Stück Kerosin, Teil 4 des Zyklus, entwarf 2004 ein Bürgerkriegsszenario in Deutschland, wie es zur damaligen Zeit noch undenkbar schien.
Es wurde im darauffolgenden Jahr unter dem Titel Borscht Endspiel Neukölln erstaufgeführt. In Teil 5 von Global Ghetto, Liebe & Armut (2006), deklamiert der illegale Einwanderer Douga: „Du sollst nicht Lieben, du sollst nicht arm sein.“ „Apokanata ist überall“, titelte die Berliner Zeitung anlässlich der Premiere, und weiter: „Autor Nicolai Borger spielt in gewohnter Manier mit einer klischeebehafteten Sprache … sozialkritisches, zeitgenössisches Theater. Apokanata ist eine Stadt irgendwo in Deutschland. Apokanata ist auch in Neukölln.“ 2013 beschrieb Borger in einem Interview mit Ramon Schack seinen Schreibansatz für die Parabel Global Ghetto, die neben dem Text auf Deutsch russische, arabische, serbische und kroatische Dialoge aufweist: „Apokanata ist eine fiktive Stadt in Deutschland, die ich als Ort der Handlung gewählt habe, um Distanz zu schaffen zur politischen Debatte und um eine kritische Reflexion zu ermöglichen. Das ist die Basis, auf der sich die aktuellen Probleme lösen lassen.“

##### Neuköllner Trilogie
Drei Teile von Global Ghetto wurden unter dem Titel Neuköllner Trilogie aufgeführt.

#### Kriegstrilogie
Kriegsmaschine, der erste Teil der Kriegstrilogie, bei den Autorentheatertagen des Thalia Theaters Hamburg erstaufgeführt, setzt sich mit der Gewalt im sozialen Nahbereich als Spiegel der Weltpolitik auseinander. In einer Magisterarbeit der Universität Hamburg hieß es über Kriegsmaschine: „Nicolai Borger rückt den Krieg in die Nähe des Amoklaufs.“
„Der Hit der Autorentheatertage“, schrieb die Hamburger Morgenpost.
Das Hamburger Abendblatt führte aus: „Borger arbeitete mit Regisseurin Christine Eder und ihrem Team während der Proben in positiv kreativer Reibung am Text weiter.“ Zusammen mit den Stücken Mlatko (erstaufgeführt im Theaterdiscounter Berlin, gefördert vom Hauptstadtkulturfonds) und Frauen in Stücken bildet der Text die Kriegstrilogie. Die Theatertexte der Kriegstrilogie basieren auf dokumentarischem Material und haben somit Nähe zum Dokumentartheater.

#### Clubtheater
Einen weiteren Schwerpunkt von Borgers Dramatik bildet das Clubtheater, angefangen mit seinem Theaterstück Lieber Freund, das 1999 im Dunckerclub Berlin uraufgeführt wurde, bis zu seiner Rolle als Conférencier in Tannhauser’s Dance of Love im Klunkerkranich, Berlin 2013.

### Filmregie
Borgers filmische Arbeiten stehen in der Tradition des Autorenfilmes. Dem Experimentellen und der Entfaltung menschlicher Begegnungen wird aller Raum gelassen. In einem Interview mit Lukas Weyell für das Nachrichtenmagazin  Der Spiegel führte er aus: „Die sozialen Medien suggerieren uns eine Nähe, die eine Illusion ist.“ Nach Motiven seines Theaterstücks Liebe & Armut inszenierte Borger 2004 die Kurzfilmtrilogie Trilogie von Liebe und Armut. Mit David Bredin und Eva Renzi in ihrer letzten Rolle. 2010–2013 entstand Borgers 5 Teile umfassender Kurzfilmzyklus sérieBERLINnoire. Dieser ist eine ästhetische und inhaltliche Auseinandersetzung mit der Nouvelle Vague. Die Filme sind in Schwarzweiß gedreht. Das urbane Berlin ist wie ein weiterer Akteur inszeniert. Jörg Gfrörer, der Regisseur von Ganz unten, lobte die Bildsprache des ersten Teiles Fashion und Kameramann Axel Schneppat. „Ein ruhiger, berührender und ehrlicher Kurzfilm“, schrieb der Filmkritiker Lasse Vogt. Der Spielfilm Drei Finnen wurde von Nicolai Borger 2013/2014 geschrieben und inszeniert.

## Schauspiel
Nicolai Borger spielte in über 40 Theaterproduktionen. Hauptrollen verkörperte er etwa an der Studiobühne des Hamburger Thalia Theaters (1999; in Revolution mit Hund, Die Zweite), oder in der Titelrolle der Berliner Bühnenfassung des Kultfilmes Barton Fink (2001; Saalbau Neukölln). Im Film ist er vornehmlich in deutschen Independent-Filmen und internationalen Produktionen zu sehen; wie Anthropoid, an der Seite von Cillian Murphy und Jamie Dornan (2016, Regie: Sean Ellis). Im deutschen Film und Fernsehen steht er mit Stars wie Alexandra Maria Lara (Sealed Lips (Und der Zukunft zugewandt), Regie: Bernd Böhlich, 2018), Jürgen Vogel, Thomas Heinze (Blochin – Das letzte Kapitel, Regie: Matthias Glasner, 2017) und Anne Menden (Gute Zeiten, schlechte Zeiten, 2018) vor der Kamera.

## Auszeichnungen (Auswahl)
- 2004:  Teilnahme an den Autorentheatertagen des Thalia Theaters Hamburg mit einer Inszenierung des Theaterstückes „Kriegsmaschine“
- 2005:  Teilnahme am Berliner Theatertreffen der Berliner Festspiele mit einer Inszenierung des Theaterstückes „Plastik“
- 2014:  „Berlin Highlight“ beim Achtung Berlin-new berlin film award für „Drei Finnen“
- 2019:  „Bester Spielfilm/Max-Ophüls-Preis“ beim Filmfestival Max-Ophüls-Preis für „Das melancholische Mädchen“
- 2019:  „Bester Spielfilm“ beim Neiße Filmfestival für „Das melancholische Mädchen“
- 2023:  „Beste männliche Nebenrolle“ beim Sittannavasal International Film Festival

## Rezensionen
„Etwas nimmt seinen Lauf, heißt es bei Beckett, und genauso begegnen sich Borgers Figuren … wie auf einer Insel der Verlorenen. Während draußen vor der Tür die Apokalypse droht, kämpfen sie um Grundsätzliches. Um Fragen von Sinn und Orientierung, um letzte Werte inmitten einer sich in Auflösung befindlichen Ordnung. Es ist gewiss kein Zufall, dass Borger Neukölln als Ort der Handlung gewählt hat. Der Bezirk, den Journalisten gerne plakativ als ‚Bronx von Berlin‘ beschreiben, und an dem sich neuerdings die Diskussionen um Parallelgesellschaften und Integration beispielhaft festmachen, ist als Hintergrund für Borgers düstere Visionen bestens geeignet. Doch der Autor verharrt nicht in einer existentialistischen Pose, er spielt mit den Sujets und Stilmitteln.“

„Borgers Text ist ein furioses Theaterpamphlet gegen den ‚American Way of Life‘ … Christine Eders Inszenierung veredelt den Text zum finster funkelnden Feuerwerk – und stützt so Borgers erstaunliche Phantasie: die sich in der Tradition eines Theaters sehen will, das, so der gelernte Schauspieler, ‚Antworten geben will und kann.‘ Donnerwetter. So viel frecher Mut war lange nicht … Vielleicht markieren ja Texte wie dieser noch nicht die Wende, doch schon ein Wetterleuchten – für Theaterformen, die sich der eigenen Verstörungskraft wieder deutlicher bewusst zu werden beginnen.“

„Kraftvoll, rasant, mit starken Metaphern und eindringlicher Figurenzeichnung erzählt das Stück von Gier und Machtmissbrauch.“

„Der Ex-Neuköllner Autor Nicolai Borger mixt gekonnt Neuköllner Milieu mit Comedy, Crime und Sex.“

„Im Ghetto der Wahrheit“

„In der Falle der Gewalt. Nicolai Borger zeigt in Liebe & Armut menschliches Verhalten am Rande der Gesellschaft. Zeitweilig erinnert das heftige aggressive Treiben an einen der Teufelskreisläufe, die der italienische Dichter Dante Alighieri in der Göttlichen Komödie zeichnet… Was Nicolai Borger zeigt, kommt der Realität der Straße sehr nahe.“

„Das Theaterstück geht auf der Straße weiter.“

„Sein Multitalent und seine Vielseitigkeit beweist Nicolai Borger seit Jahren.“

„Der Film findet zu tiefer Authentizität.“

„‚Drei Finnen‘ ist ein improvisierter Film im Dogma-Stil, der genau durch dieses Stilmittel zu einer tiefen Authentizität findet. Er offenbart das ganze emotionale Dilemma eines Mannes der zwischen zwei Frauen steht.“

## Filmographie (Buch und Regie)
2004: Trilogie von Liebe und Armut
- Kinderverlierer
- Bärchenmärchen
- Hundstage

2010–2012: sérieBERLINnoire
- Fashion (2010)
- an Actor (2011)
- Asphalt (2011)
- Mir (2012)
- Kriegskind (2012)

2014: Drei Finnen
- Du wieder (2020)
- Nicolai Borger-Making of Love Wins (2022)

## Filmografie als Schauspieler  (Auswahl)
- 2014: Drei Finnen
- 2016: Operation Anthropoid (Anthropoid)
- 2018: Gute Zeiten, schlechte Zeiten (Fernsehserie)
- 2018: Und der Zukunft zugewandt
- 2019: Das melancholische Mädchen
- 2019: Blochin: Das letzte Kapitel (Fernsehfilm)
- 2019: 8 Tage (Fernsehserie)
- 2020: Deutschland 89 (Fernsehserie)
- 2024: Das Küstenrevier (Fernsehserie)

## Theaterstücke (Auswahl)
- Lieber Freund (1999)

Global Ghetto
- Vinyl (2001)
- Bartlebeat (2002)
- Plastik (2003)
- Kerosin (2004)
- Liebe & Armut (2006)
- Einsame Menschen alleine (2007)
- Einsame Menschen zu zweit (2008)

Kriegstrilogie
- Kriegsmaschine (2001)
- Mlatko (2006)
- Frauen in Stücken (2006)